# یانساره
یانساره شهری در شهرستان ساپونه در استان بازگا در بورکینافاسوی مرکزی است و جمعیت آن ۱۰۴۸ نفر است.